# Соколов Вадим Андрійович
Вади́м Андрі́йович Соколов — підполковник Служби безпеки України.
Станом на 2018 рік — заступник начальника 1-го відділу УКЗОВ ДКР СБУ.

## Нагороди
21 серпня 2014 року — за особисту мужність і героїзм, виявлені у захисті державного суверенітету та територіальної цілісності України, вірність військовій присязі під час російсько-української війни, відзначений — нагороджений орденом Данила Галицького.